# Elsa Morante
Elsa Morante (Rim, 18. kolovoza 1912. – Rim, 25. studenoga 1985.) bila je talijanska spisateljica, esejistica, pjesnikinja i prevoditeljica, jedna od glavnih pripovjedačica razdoblja nakon II. svjetskog rata. Bila je prva žena koje ja osvojila prestižnu književnu nagradu Premio Strega 1957. godine, za roman L'isola di Arturo (hr. Arturov otok). Autorica je i poznatog romana La storia (hr. Povijest) kojeg je Svjetska knjižnica Bokklubben 2002. godine uvrstila u 100 najboljih svjetskih klasika svih vremena. 

## Biografija
Rođena u Rimu, na adresi ulica Anicia br.7, Elsa Morante je djetinjstvo provela u četvrti Testaccio. Majka joj je bila učiteljica židovskog porijekla (Irma Poggibonsi, ili Poggibonzi, rodom iz Modene ) a otac je bio poštanski službenik porijeklom sa Sicilije (Francesco Lo Monaco), a pri rođenju ju je priznao Augusto Morante, bivši Irmin suprug i Elsin biološki otac, koji je radio kao nadzornik u popravnom domu. Elsa je imala dvoje mlađe braće (Aldo i Marcello, koji je također bio pisac) i jednu mlađu sestru (Maria) Povijest ove obitelji prilično je zanimljiva i detaljno je ispričana u autobiografskim memoarima Marcella Morantea,  Maledetta Benedetta (hr. Prokleta blagoslovljena) .
Elsa Morante počela je pisati u ranoj mladosti dječje pjesmice i bajke, pjesme i kratke priče, koje su se od 1933. godine do početka Drugoga svjetskog rata objavljivane u raznim časopisima, između ostalih i  Corriere dei Piccoli, Meridiano di Roma, I diritti della scuola (gdje je od 1935. do 1936., u 29 nastavaka objavljen kratki roman ili duga pripovijetka Qualcuno bussa alla porta, hr. Netko kuca na vrata),  a osobito Oggi (urednika Mario Pannunzio i Arrigo Benedetti, gdje je Elsa pisala i pod muškim pseudonimima npr. Antonio Carrera a možda Renzo ili Lorenzo Diodati). Surađivala je i s časopisom L'Eroica, koji je vodio Ettore Cozzani, gdje je između 1931. i 1937. objavila četiri dekadentne pjesme i pripovijetku Il bambino ebreo (hr. Židovsko dijete) koju je nedavno pronašao znanstvenik Marco Bardini.
Njena prva knjiga bila je zbirka mladenačkih pripovijedaka, Il gioco segreto (hr. Tajna igra), koju je 1941. objavila izdavačka kuća Garzanti. 1942. izdaje knjigu za djecu pod naslovom Le bellissime adventure di Caterì dalla trecciolina u izdanju izdavačke kuće Einaudi (knjigu je ilustrirala sama spisateljica); Einaudi je 1959. objavio i prošireno izdanje knjige pod naslovom Le straordinarie avventure di Caterina (Caterinine nevjerojatne pustolovine).
Preko slikara Giuseppea Capogrossija 1936. Elsa Morante upoznala je književnika Alberta Moraviju za kojeg se udala 14. travnja 1941.; zajedno su upoznali i posjećivali najveće talijanske pisce i mislioce njihova vremena, kao primjerice Pier Paolo Pasolini (s kojim je Elsa dugo održavala prijateljski odnos do konačnog prekida oko 1971.), Umberto Saba, Attilio Bertolucci, Giorgio Bassani, Sandro Penna, Enzo Siciliano.
Tijekom Drugog svjetskog rata, kako bi izbjegli represiju nacista, Morante i Moravia napustili su okupirani Rim i sklonili se u Fondi, mjestašce u pokrajini Latina, nekoliko kilometara od mora. Ovaj dio južne Italije često će se pojavljivati u kasnijim narativnim djelima dvoje pisaca; Elsa Morante o tome prije svega govori u romanu La Storia.
Osim što je krenula pisati roman Menzogna e sortilegio (hr. Laž i čarolija), u tom je razdoblju počela raditi na prijevodu dnevnika (eng. Scrapbook) Katherine Mansfield. Nakon rata, Morante i Moravia upoznali su američkog prevoditelja Williama Weavera koji im je pomogao da dopru do američke javnosti.
Posredstvom Natalije Ginzburg, Elsa Morante je 1948. objavila svoj prvi roman, Menzogna e sortilegio, za izdavačku kuću Einaudi. Uz podršku kritičara Giacoma Debenedettija te je godine knjiga osvojila nagradu Viareggio (podijelila je nagradu s Aldom Palazzeschijem). Roman je zatim 1951. objavljen u Sjedinjenim američkim državama pod naslovom House of Liars  (preveli Adrienne Foulke i Andrew Chiappe za Williama Weavera, koji će kasnije prevesti La storia i Aracoeli ). Elsa Morante nije bila zadovoljna prijevodom, koji je bio kraći od originala za oko 150 stranica.
Idućih nekoliko godina obilježilo je njeno veliko zanimanje za kinematografiju, koje ja kasnije malo popustilo ali nikada nije iščezlo. 1949. odradila je prvi projekt u suradnji s Albertom Lattuadom, s kojim je napisala obradu za film koji se trebao zvati Miss Italia.1952  s Francom Zeffirellijem radila je na pripremi filma Verranno a te sull'aure. Nijedan od ova dva filma nije nikada snimljen po njenim predlošcima.
Između 1951. i 1952. Elsa Morante vodila je radijsku emisiju o filmskim kritikama. Projekt je propao nakon što je dala otkaz zbog cenzure koju je doživjela od uprave RAI-a. Prijateljstvo s Pasolinijem blagotvorno je djelovalo na njen interes za kinematografiju. Okušala se čak i u glumi, u ulozi zatvorenice, u filmu Accattone iz 1961. Često je bila uz Pasolinija dok je snimao filmove tijekom 60-ih godina. Radila je kao pomoćnica redatelja na filmu Il vangelo secondo Matteo (hr. Evanđelje po Mateju), ali njeno se ime ne navodi na odjavnoj špici. Često je anonimno surađivala u stvaranju glazbe za filmove, a jedini film u kojem je to učinila neanonimno je film Medea (1969.).
Sljedeći roman Else Morante, L'isola di Arturo (hr. Arturov otok) objavljen je u Italiji 1957. godine, ponovno za izdavačku kuću Einaudi, te je doživio veliki uspjeh kod publike i kod kritike (dobitnik nagrade Strega ). Godine 1962. snimljen je i istoimeni film u režiji Damiana Damianija .
Godine 1958. izdavač Langonesi izdao je zbirka od 16 pjesama Alibi, koja sadrži i pjesme koje su ranije objavljene u romanima Menzogna e sortileggio i L'isola di Arturo, također pjesma Avventura, koja je već objavljena u "Botteghe Oscure" 1951. pod naslovom L'avventura.
Godine 1963. Einaudi je izdao drugu zbirku kratkih priča Lo scialle andaluso (hr. Andaluzijski šal), koja sadrži i neke priče koje su već ranije objavljene u Gioco segreto.
1965. objavila je esej Pro e contro la bomba atomica (hr. Za i protiv atomske bombe) u kojemu se očituje sva hrabrost i jasnoća njene poetike.
Morante i Moravia rastaju se 1961. godine, iako se nikada nisu službeno razveli. Nekoliko godina ranije Elsa Morante imala je burnu vezu s redateljem Luchinom Viscontijem, a tih je ranih šezdesetih često dovođena u vezu i s njujorškim slikarom Billom Morrowom (1936. – 1962.), koji je poginuo u padu s nebodera. Tih se godina družila s kritičarem Cesare Garboli i glumcem Carlo Cecchi.
Nakon Morrowe smrti nastavila je sporadično pisati. Radila je na romanu Senta i confronti della religione koji nikada nije objavljen. 1968. objavljuje Il mondo salvato dai ragazzini (hr. Svijet koji spašavaju djeca), zbirku ili pjesmaricu koja na originalan način kombinira tradicionalne pjesme, poeziju i bajke
Roman La storia izašao je 1974. a radnja se odvija u Rimu tijekom Drugog svjetskog rata. Roman je stekao veliku popularnost kako u Italiji tako i u inozemstvu, ali je također doživio napade kritičara, militantnih ljevičara i desničara.
Posljednji roman Else Morante je Aracoeli, koji je također objavio Einaudi 1982. godine. Roman je osvojio nagradu Prix Medicis 1984. godine. Neposredno prije kraja pisanja romana, zadobila je prijelom bedrene kosti pri padu te je bila prisiljena dugo vremena boraviti u bolesničkom krevetu. Nakon što je knjiga izdana, otkrila je da je teško bolesna; pokušala je samoubojstvo 1983., ali ju je u zadnji čas spasila njena kućna pomoćnica Lucia Mansi. Podvrgnuta je teškoj operaciji koja, nažalost, nije bila osobito uspješna. Preminula je 1985. godine od srčanog udara.
Osim dvaju spomenutih svezaka Opere, objavljenih u Mondadorijevim Meridianijima, neki su tekstovi objavljeni postumno: poput dnevnika  Lettere ad Antonio iz 1938., koje je Einaudi objavio 1989. godine pod naslovom Diario 1938. Godine 2002. Irene Babboni i Carlo Cecchi prikupili su neke priče i izdali zbirku Racconti dimenticati (hr. Zaboravljene priče): knjiga obuhvaća 14 priča iz Il gioco segreto, neke priče objavljene u raznim časopisima, 12 kratkih dječjih priča i 1 neobjavljenu priču.
Godine 2012. objavljena je zbirka od 596 pisama Else Morante pod naslovom L'amata, koju je uredio njen nećak Daniele Morante, u suradnji s Giulianom Zagra.
Njezini se rukopisi čuvaju u Nacionalnoj središnjoj knjižnici u Rimu, koja je ugostila dvije izložbe posvećene spisateljici: prvu 2006. ( Le stanze di Elsa ) i drugu 2012. ( Santi, Sultani e Gran Capitani in camera mia).

## Djela

### Zbirke
- Opere I, uredili Carlo Cecchi i Cesare Garboli,  I Meridiani Mondadori, Milano, 1988. (Sadrži: Menzogna e sortilegio, L'isola d'Arturo, Alibi, Lo scialle andaluso)
- Opere II, uredili Carlo Cecchi i Cesare Garboli, I Meridiani Mondadori, Milano, 1990. (Sadrži: Il mondo salvato dai ragazzini, La Storia, Aracoeli, Pro e contro la bomba atomica, Lettere ad Antonio)

### Romani
- Menzogna e sortilegio, Einaudi, 1948.
- L'isola di Arturo, Einaudi, 1957.
- La Storia, Einaudi, 1974.
- Aracoeli, Einaudi, 1982.

### Pripovijetke
- Il gioco segreto, Milano, Garzanti, 1941. Sadrži 20 pripovijedaka:
  - L'uomo dagli occhiali
  - La nonna
  - Via dell'Angelo
  - Il gioco segreto
  - Il compagno
  - Cane
  - Una storia d'amore
  - Il cocchiere
  - Lo scolaro pallido
  - Innocenza
  - L'Anima
  - Appuntamento
  - I due zaffiri
  - La pellegrina
  - I gemelli
  - Il cavallo dell'ortolano
  - Il confessore
  - Un uomo senza carattere
  - Il barone
  - Frivolo aneddoto sulla Grazia
- Le bellissime avventure di Caterì dalla Trecciolina, tekst i ilustracije autorice, Torino, Einaudi, 1942.; 1995.; dopunjeno izdanje Le straordinarie avventure di Caterina 1959.; 1969.; 2007. Sadrži 13 pripovijedaka:
  - Paoletta diventò principessa
  - La casina che non c'è più
  - La storia dei bimbi e delle stelle
  - Storia di una povera Caroluccia
  - La casa dei sette bambini
  - Il sogno delle cento culle
  - Rosettina alla finestra
  - Ninna nanna della vecchietta
  - La storia di Giovannola
  - Un negro disoccupato
  - Piuma mette k.o. l'amico Massimo
  - Il soldato del re
  - Il mondo Marte è cascato
- Lo scialle andaluso, Torino, Einaudi, 1963. Sadrži 12 pripovijedaka:
  - Il ladro dei lumi
  - L'uomo dagli occhiali
  - La nonna
  - Via dell'Angelo
  - Il gioco segreto
  - Il compagno
  - Andurro e Esposito
  - Il cugino Venanzio
  - Un uomo senza carattere
  - Il soldato siciliano
  - Donna Amalia
  - Lo scialle andaluso
- Racconti dimenticati, uredili Irene Babboni i Carlo Cecchi, Torino, Einaudi, 2002. 
  - Due sposi molto giovani
  - La vecchia
  - Il fratello maggiore
  - Il viaggio
  - Il figlio
  - La signora giovane
  - Le due sorelle
  - Infanzia
  - Il gomitolo
  - Peccato originale
  - Il corriere
  - La matrigna
  - La moglie brutta
  - La moglie di Antonio
  - La lezione privata
  - Le ambiziose
  - Ricordo di un giovane poco adatto alla vita
  - Tempo di pace
  - Aneddoti infantili
  - Peccati
- Aneddoti infantili, Torino, Einaudi, 2013. 
  - Prima della classe
  - I miei vestiti
  - Il fratello minore
  - L'istitutrice
  - Lettere d'amore
  - I peccati
  - Patrizi e plebei
  - Strani equipaggi
  - Ingresso in società
  - Il mondo Marte è cascato
  - Domestiche
  - Nostro fratello Antonio
  - I vecchi avari
  - Fioretti
  - Il primo amore

### Poezija
- Alibi, Longanesi, Milano 1958.; Garzanti, Milano 1988.; Einaudi, Torino 2004.
- Il mondo salvato dai ragazzini e altri poemi, Torino, Einaudi, 1968., Nagrada Brancati[4] 2006., 2012.

### Eseji
- Pro e contro la bomba atomica e altri scritti, Collana Piccola Biblioteca n.201., Milano, Adelphi, 1987. Sadrži:
  - Rosso e bianco
  - Il poeta di tutta la vita
  - Sul romanzo
  - Sull'erotismo in letteratura
  - Navona mia
  - Pro o contro la bomba atomica
  - Il beato propagandista del Paradiso
- Piccolo manifesto e altri scritti, Milano, Linea d'ombra, 1988.
- Pagine di diario, in "Paragone letteratura", 39 (1988.), n.s., br. 7 (456), pp. 3-16
- Diario 1938, uredila Alba Andreini, Torino, Einaudi 1989. – 2005.
- PIccolo manifesto dei comunisti (senza classe ne partito), Lettera alle Brigate Rosse, Roma, Nottetempo, 2004.
- Catullo e Lesbia, Milano, Henry Beyle, 2013.
- La vita nel suo movimento. Recensioni cinematografiche 1950-1951., Torino, Einaudi, 2017.

### Kazalište
- La serata a Colono. Parodia, Torino, Einaudi, 2013. (tekst izvorno objavljen u Il mondo salvato dai ragazzini )

### Pisma
- Marta o Maria e Pranzo di Natale, u "Linea d'ombra", br. 13, 1986., str. 5-6 (dva pisma Goffredu Fofiju)
- L'amata. Lettere di e a Elsa Morante, uredio Daniele Morante u suradnji s Giulianom Zagra, Torino, Einaudi, 2012. (sadrži 596 pisama)
- Pranzo di Natale, s bilješkom Goffreda Fofija, Milano, Henry Beyle, 2014

### Prijevodi
- Katherine Mansfield, Il libro degli appunti 1905-1922 Milano, Rizzoli, 1945., zatim u knjizi Il meglio di Katherine Mansfield, Milano, Longanesi, 1957.;pod naslovom Quaderno d'appunti, Milano, Feltrinelli, 1979., 2012 .; Milano, SE, 2011.